# Mecinus collaris
Mecinus collaris är en skalbaggsart som beskrevs av Ernst Friedrich Germar 1821. Mecinus collaris ingår i släktet Mecinus, och familjen vivlar. Arten är reproducerande i Sverige.